# Tie Break (album)
Tie Break – debiutancki album grupy Tie Break, wydany w roku 1989. Nagrań dokonano 7 stycznia 1988 w Filharmonii Częstochowskiej.

## Lista utworów
| 1. | "Pieśń pierwsza"   |  |
|    |                    |  |
| 2. | "Sztywna ręka"     |  |
|    |                    |  |
| 3. | "Yoaczeke"         |  |
|    |                    |  |
| 4. | "Zwariowany facet" |  |
|    |                    |  |
| 5. | "Zamulony"         |  |
|    |                    |  |
| 6. | "Krótka historia"  |  |
|    |                    |  |
| 7. | "Hung"             |  |
|    |                    |  |

## Twórcy
- Antoni Józef Gralak – trąbka, śpiew, harmonijka, instrumenty klawiszowe, instrumenty perkusyjne
- Janusz Iwański – gitara elektryczna i akustyczna, śpiew, instrumenty klawiszowe
- Marcin Pospieszalski – gitara basowa
- Mateusz Pospieszalski – saksofon altowy i sopranowy, klarnet, śpiew, instrumenty klawiszowe, instrumenty perkusyjne
- Andrzej Ryszka – perkusja

Realizacja nagrań: T. Sudnik, A. Puczyński
Projekt graficzny: Tie Break i Mirosław Makowski